# FMO2
Dimetilanilin monooksigenaza (N-oksid-formirajuća) 2 je enzim koji je kod ljudi kodiran FMO2 genom.
Monooksigenaze koje sarže flavin su NADPH zavisni enzimi koji katalizuju oksidaciju mnogih lekova i ksenobiotika. Kod većine sisara, monooksigenaze koje sadrže flavin katalizuju N-oksidaciju primarnih alkilamina putem N-hidroksilaminskih intermedijera. Međutim, kod ljudi ovaj enzim je okrnjen i verovatno se brzo ralaže. Protein kodiran ovim genom predstavlja skraćenu formu is stoga nema kataličko dejstvo. Objavljeno je da je kod afričkih amerikanaca funkcionalni alil prisutan, ali evidencija u vidu sekvence nije dostupna u prilog toj tvrdnji. Ovaj gen je lociran u klasteru sa FMO1, FMO3, i FMO4 genima na hromozomu 1.

## Literatura
- Hines RN, Cashman JR, Philpot RM,  . (1994). „The mammalian flavin-containing monooxygenases: molecular characterization and regulation of expression.”. Toxicol. Appl. Pharmacol. 125 (1): 1—6. PMID 8128486. doi:10.1006/taap.1994.1042.
- Lomri N, Gu Q, Cashman JR (1992). „Molecular cloning of the flavin-containing monooxygenase (form II) cDNA from adult human liver.”. Proc. Natl. Acad. Sci. U.S.A. 89 (5): 1685—9. PMC 48517 . PMID 1542660. doi:10.1073/pnas.89.5.1685.
- Phillips IR, Dolphin CT, Clair P,  . (1995). „The molecular biology of the flavin-containing monooxygenases of man.”. Chem. Biol. Interact. 96 (1): 17—32. PMID 7720101. doi:10.1016/0009-2797(94)03580-2.
- Lawton MP, Cashman JR, Cresteil T,  . (1994). „A nomenclature for the mammalian flavin-containing monooxygenase gene family based on amino acid sequence identities.”. Arch. Biochem. Biophys. 308 (1): 254—7. PMID 8311461. doi:10.1006/abbi.1994.1035.
- McCombie RR, Dolphin CT, Povey S,  . (1996). „Localization of human flavin-containing monooxygenase genes FMO2 and FMO5 to chromosome 1q.”. Genomics. 34 (3): 426—9. PMID 8786146. doi:10.1006/geno.1996.0308.
- Bonaldo MF, Lennon G, Soares MB (1997). „Normalization and subtraction: two approaches to facilitate gene discovery.”. Genome Res. 6 (9): 791—806. PMID 8889548. doi:10.1101/gr.6.9.791.
- Whetstine JR, Yueh MF, McCarver DG,  . (2000). „Ethnic differences in human flavin-containing monooxygenase 2 (FMO2) polymorphisms: detection of expressed protein in African-Americans.”. Toxicol. Appl. Pharmacol. 168 (3): 216—24. PMID 11042094. doi:10.1006/taap.2000.9050.
- Krueger SK, Martin SR, Yueh MF,  . (2002). „Identification of active flavin-containing monooxygenase isoform 2 in human lung and characterization of expressed protein.”. Drug Metab. Dispos. 30 (1): 34—41. PMID 11744609. doi:10.1124/dmd.30.1.34.
- Strausberg RL, Feingold EA, Grouse LH,  . (2003). „Generation and initial analysis of more than 15,000 full-length human and mouse cDNA sequences.”. Proc. Natl. Acad. Sci. U.S.A. 99 (26): 16899—903. PMC 139241 . PMID 12477932. doi:10.1073/pnas.242603899.
- Furnes B, Feng J, Sommer SS, Schlenk D (2003). „Identification of novel variants of the flavin-containing monooxygenase gene family in African Americans.”. Drug Metab. Dispos. 31 (2): 187—93. PMID 12527699. doi:10.1124/dmd.31.2.187.
- Ota T, Suzuki Y, Nishikawa T,  . (2004). „Complete sequencing and characterization of 21,243 full-length human cDNAs.”. Nat. Genet. 36 (1): 40—5. PMID 14702039. doi:10.1038/ng1285.
- Gerhard DS, Wagner L, Feingold EA,  . (2004). „The status, quality, and expansion of the NIH full-length cDNA project: the Mammalian Gene Collection (MGC).”. Genome Res. 14 (10B): 2121—7. PMC 528928 . PMID 15489334. doi:10.1101/gr.2596504.
- Krueger SK, Siddens LK, Henderson MC,  . (2005). „Haplotype and functional analysis of four flavin-containing monooxygenase isoform 2 (FMO2) polymorphisms in Hispanics.”. Pharmacogenet. Genomics. 15 (4): 245—56. PMC 1351039 . PMID 15864117. doi:10.1097/01213011-200504000-00008.
- Gregory SG, Barlow KF, McLay KE,  . (2006). „The DNA sequence and biological annotation of human chromosome 1.”. Nature. 441 (7091): 315—21. PMID 16710414. doi:10.1038/nature04727.